# Zingara (film 1969)
Zingara è un film del 1969 diretto da Mariano Laurenti.
Il soggetto trae spunto dall'omonima canzone, vincitrice al Festival di Sanremo 1969.
L'attore principale nonché cantante del brano sanremese, Bobby Solo, è doppiato da Pino Colizzi nelle scene recitate.

## Trama
Franco Sarresi è un giovane di provincia che, con il suo complesso i Gamberi, cerca di raggiungere il successo, esibendosi spesso nel ristorante del Cavaliere: lì conoscono il Commendator Piergiovanni, che fornisce loro l'indirizzo per un provino con un talent scout. Durante un viaggio in Cinquecento per recarsi a un provino, Franco incontra, una ragazza in difficoltà con la sua automobile, Marisa (che vive con i genitori e la sorella Silvia), e se ne innamora ricambiato. Ma il padre della ragazza l'ha già promessa sposa al cugino Augusto, figlio dello zio Camillo, che si finge malato per convincerla: così Marisa si allontana da Franco.
Scoraggiato e deluso, il ragazzo rallenta anche l'attività del complesso, che s'impegna (soprattutto Orazio) per farlo riavvicinare a Marisa, ma senza risultati. Il successo arriva con una canzone che racconta dell'amore di Franco per la ragazza.
Una sera, durante un'esibizione in una festa di Carnevale al locale notturno Piccadilly, Franco nota una zingara mascherata e le chiede di leggere la sua mano per sapere che futuro avrà. Non riesce ad ascoltare la risposta perché gli amici lo chiamano per suonare, ma scrive sull'accaduto la canzone Zingara.
In realtà la zingara era Marisa, che si era travestita per riallacciare i rapporti con Franco: i due si rivedono, ma c'è ancora il cugino Augusto tra loro. Il cugino, però, reincontra (Elizabeth, una ballerina delle Bluebell), che durante un suo soggiorno in Inghilterra era stata sua fidanzata. Augusto decide di estorcere del denaro al padre di Marisa, fingendosi in fin di vita e bisognoso di una costosa operazione chirurgica: ma l'inganno viene scoperto, Marisa abbandona il cugino Augusto e ritorna con Franco.

## Colonna sonora

### Canzoni
- Siesta.
- Una granita di limone.
- Non c'è più niente da fare (i Gamberi la fanno ascoltare da un registratore a Marisa).
- Se piangi, se ridi (ascoltata da un juke-box).
- July e I'm Walking Down The Alley (entrambi brani inediti su disco), eseguite durante la festa di Carnevale al Piccadilly.
- Zingara, eseguita nel finale, è presente anche in versione strumentale (suonata dall'orchestra di Willy Brezza) in varie scene precedenti, sia intera che a frammenti.
- Amami Sinceramente, composta dal maestro d'orchestra Willy Brezza e presente, come sottofondo di diverse scene del film, in versione strumentale. La versione cantata è eseguita da Lino Gualano e pubblicata l'anno successivo con etichetta Boom Records.